# Eno (medicamento)

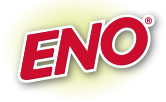
Logo medicamento ENO

Eno é uma marca global de  produtos gastrointestinais da GlaxoSmithKline (GSK). São sais de fruta efervescentes de ação rápida, usados como um antiácido e analgésico para desconforto abdominal, azia e má digestão; foi inventado em 1850 por James Crossley Eno (1827-1915). Possui vendas de cerca de £ 30 milhões, com seus principais mercados, sendo Espanha, Índia, Brasil, África do Sul, Malásia e Tailândia.
A cada 5 g do produto contêm: 
- Bicarbonato de sódio: 2,31 g;
- Ácido cítrico (anidro): 2,19 g;
- Carbonato de sódio: 0,50 g.

## Ligações Externas
- Site oficial
- James Crossley Eno at the Royal Pharmaceutical Society